# Gloednieuw
Gloednieuw is een studioalbum van de Nederlandse zanger Frans Bauer uit 2011 en de opvolger van zijn album Voor elke dag. Voor het eerst heeft Bauer alle nummers op het album zelf geschreven. Als voorloper op het album werd op 23 september 2011 de single Mijn hart gaat zo tekeer uitgebracht, deze kwam op nummer 4 van de Nederlandse Single Top 100 terecht. Op 28 oktober 2011 kwam het album uit en een week later op 5 november kwam het album op nummer 1 binnen in de Nederlandse Album Top 100 en op nummer 27 in de Vlaamse Ultratop 100 Albumlijst.

## Hitnoteringen

### NederlandseAlbum Top 100
| Hitnotering (week 1 t/m 14): 05-11-2011 t/m 04-02-2012 Hitnotering (week 15 t/m 18): 25-02-2012 t/m 17-03-2012 | Hitnotering (week 1 t/m 14): 05-11-2011 t/m 04-02-2012 Hitnotering (week 15 t/m 18): 25-02-2012 t/m 17-03-2012 | Hitnotering (week 1 t/m 14): 05-11-2011 t/m 04-02-2012 Hitnotering (week 15 t/m 18): 25-02-2012 t/m 17-03-2012 | Hitnotering (week 1 t/m 14): 05-11-2011 t/m 04-02-2012 Hitnotering (week 15 t/m 18): 25-02-2012 t/m 17-03-2012 | Hitnotering (week 1 t/m 14): 05-11-2011 t/m 04-02-2012 Hitnotering (week 15 t/m 18): 25-02-2012 t/m 17-03-2012 | Hitnotering (week 1 t/m 14): 05-11-2011 t/m 04-02-2012 Hitnotering (week 15 t/m 18): 25-02-2012 t/m 17-03-2012 | Hitnotering (week 1 t/m 14): 05-11-2011 t/m 04-02-2012 Hitnotering (week 15 t/m 18): 25-02-2012 t/m 17-03-2012 | Hitnotering (week 1 t/m 14): 05-11-2011 t/m 04-02-2012 Hitnotering (week 15 t/m 18): 25-02-2012 t/m 17-03-2012 | Hitnotering (week 1 t/m 14): 05-11-2011 t/m 04-02-2012 Hitnotering (week 15 t/m 18): 25-02-2012 t/m 17-03-2012 | Hitnotering (week 1 t/m 14): 05-11-2011 t/m 04-02-2012 Hitnotering (week 15 t/m 18): 25-02-2012 t/m 17-03-2012 | Hitnotering (week 1 t/m 14): 05-11-2011 t/m 04-02-2012 Hitnotering (week 15 t/m 18): 25-02-2012 t/m 17-03-2012 |
| Week: | 1 | 2 | 3 | 4 | 5 | 6 | 7 | 8 | 9 | 10 |
| --- | --- | --- | --- | --- | --- | --- | --- | --- | --- | --- |
| Positie: | 1 | 3 | 9 | 20 | 28 | 46 | 46 | 41 | 42 | 57 |
| Week: | 11 | 12 | 13 | 14 | | 15 | 16 | 17 | 18 | |
| Positie: | 49 | 59 | 58 | 79 | uit | 90 | 95 | 79 | 98 | uit |

### VlaamseUltratop 200Albums
| Hitnotering (week 1 t/m 11): 05-11-2011 t/m 14-01-2012 Hitnotering (week 12): 19-05-2012 | Hitnotering (week 1 t/m 11): 05-11-2011 t/m 14-01-2012 Hitnotering (week 12): 19-05-2012 | Hitnotering (week 1 t/m 11): 05-11-2011 t/m 14-01-2012 Hitnotering (week 12): 19-05-2012 | Hitnotering (week 1 t/m 11): 05-11-2011 t/m 14-01-2012 Hitnotering (week 12): 19-05-2012 | Hitnotering (week 1 t/m 11): 05-11-2011 t/m 14-01-2012 Hitnotering (week 12): 19-05-2012 | Hitnotering (week 1 t/m 11): 05-11-2011 t/m 14-01-2012 Hitnotering (week 12): 19-05-2012 | Hitnotering (week 1 t/m 11): 05-11-2011 t/m 14-01-2012 Hitnotering (week 12): 19-05-2012 | Hitnotering (week 1 t/m 11): 05-11-2011 t/m 14-01-2012 Hitnotering (week 12): 19-05-2012 | Hitnotering (week 1 t/m 11): 05-11-2011 t/m 14-01-2012 Hitnotering (week 12): 19-05-2012 | Hitnotering (week 1 t/m 11): 05-11-2011 t/m 14-01-2012 Hitnotering (week 12): 19-05-2012 | Hitnotering (week 1 t/m 11): 05-11-2011 t/m 14-01-2012 Hitnotering (week 12): 19-05-2012 | Hitnotering (week 1 t/m 11): 05-11-2011 t/m 14-01-2012 Hitnotering (week 12): 19-05-2012 | Hitnotering (week 1 t/m 11): 05-11-2011 t/m 14-01-2012 Hitnotering (week 12): 19-05-2012 | Hitnotering (week 1 t/m 11): 05-11-2011 t/m 14-01-2012 Hitnotering (week 12): 19-05-2012 | Hitnotering (week 1 t/m 11): 05-11-2011 t/m 14-01-2012 Hitnotering (week 12): 19-05-2012 |
| Week:                                                                                    | 1                                                                                        | 2                                                                                        | 3                                                                                        | 4                                                                                        | 5                                                                                        | 6                                                                                        | 7                                                                                        | 8                                                                                        | 9                                                                                        | 10                                                                                       | 11                                                                                       |                                                                                          | 12                                                                                       |                                                                                          |
| ---------------------------------------------------------------------------------------- | ---------------------------------------------------------------------------------------- | ---------------------------------------------------------------------------------------- | ---------------------------------------------------------------------------------------- | ---------------------------------------------------------------------------------------- | ---------------------------------------------------------------------------------------- | ---------------------------------------------------------------------------------------- | ---------------------------------------------------------------------------------------- | ---------------------------------------------------------------------------------------- | ---------------------------------------------------------------------------------------- | ---------------------------------------------------------------------------------------- | ---------------------------------------------------------------------------------------- | ---------------------------------------------------------------------------------------- | ---------------------------------------------------------------------------------------- | ---------------------------------------------------------------------------------------- |
| Positie:                                                                                 | 27                                                                                       | 29                                                                                       | 29                                                                                       | 54                                                                                       | 62                                                                                       | 79                                                                                       | 78                                                                                       | 92                                                                                       | 90                                                                                       | 81                                                                                       | 95                                                                                       | uit                                                                                      | 108                                                                                      | uit                                                                                      |